# Vivian Girls
Vivian Girls es una banda estadounidense formada en Brooklyn, Nueva York, que estaba integrada por Cassie Ramone (voz, guitarra), Katy Goodman (bajo, coros) y Ali Koehler (batería, coros).

## Historia

### 2007-2011: Formación y lanzamientos
El nombre de Vivian Girls proviene del magnum opus del escritor e ilustrador estadounidense Henry Darger, La historia de las Vivians. Comenzaron en marzo de 2007 en Brooklyn, Nueva York como un trío integrado por Cassie Ramone (voz, guitarra), Katy Goodman (bajo, batería, voz) y Frankie Rose (batería, bajo, voz). En un corto tiempo, Vivian Girls grabaron un demo que incluye cinco canciones y un cover de Wipers, así empezaron a tocar localmente en Brooklyn y en el estado natal de Katy y Cassie en Nueva Jersey. A los primeros meses Vivian Girls había desarrollado una buena cadena de fanáticos, abriendo conciertos de Jay Reatard, Sonic Youth y the King Khan & BBQ Show, así como apoyando en los locales de Cause Co-Motion! y eventos de Crystal Stilts y Woods, quienes ayudaron al trío a desarrollarse en la escena local.
En marzo de 2008, lanzaron un sencillo titulado «Wild Eyes» con el sello Plays With Doll. Con muy poca promoción y distribución, el sencillo se convirtió en un hit indie en muchas de las radios universitarias y atrayendo críticas positivas en internet.
Ese mismo año grabaron su álbum debut en la misma sesión donde se grabó el sencillo. El álbum homónimo fue lanzado por The Mauled by Tigers, y cuyas cantidades de discos se agotaron en tan solo diez días. Después del lanzamiento, ese mismo año la banda firmó con In The Red Records, lanzando así un nuevo sencillo en agosto de 2008. In The Red relanzó el disco en formato LP en octubre del 2008.
Para julio del 2008, Vivian Girls sufrió un cambio de integrantes, con Ali Koehler reemplazando a Frankie Rose en la batería. La banda con una nueva agrupación empezó a realizar giras en Estados Unidos, Reino Unido, Nueva Zelanda, Japón y Puerto Rico durante dos meses. Su segundo álbum, Everything Goes Wrong fue lanzado por In The Red en septiembre de 2009. En mayo de 2010, Fiona Campbell reemplazó a Ali Koehler. 
Con Campbell lanzaron el tercer y último álbum en la primavera de 2011 titulado Share the Joy realizando giras hacia Europa, Reino Unido, Tailandia, Japón, Hong Kong y en su natal Estados Unidos.

### 2011-2014: Otros proyectos y separación
Mientras tanto las integrantes de Vivian Girls formaron proyectos musicales aparte de la agrupación original: Katy Goodman formó un proyecto en paralelo con el músico Gregg Foreman llamado All Saints Day lanzando solamente un EP en formato digital. Ahora ella tiene un solo proyecto llamado La Sera. Cassie Ramone es parte de la banda llamada The Babies en colaboración con el bajista de Woods Kevin Morby, ellos han lanzado dos álbumes en 2011 y 2012. Fiona Campbell toca para Coasting and Chain & The Gang y es copropietaria de M'Lady's Records. La baterista Ali Koehler volvió al grupo en 2012, fue miembro de gira de Best Coast y ahora es vocalista de Upset.
El 22 de enero del 2014, la banda anunció su separación después de 7 años de formación organizando una serie de conciertos de despedida, el primero en The Church of York, Los Ángeles el 14 de febrero y el segundo en Death by Audio, en Brooklyn, el 1 de marzo.

## Discografía

### Álbumes de estudio
| Año  | Detalles del álbum                                                                                      | Posicionamiento en las listas | Posicionamiento en las listas |
| Año  | Detalles del álbum                                                                                      | Billboard 200                 | Top Heat                      |
| ---- | --- | ----------------------------- | ----------------------------- |
| 2008 | Vivian Girls - Álbum debut - Lanzamiento: 30 de septiembre de 2008 - Sello: Mauled by Tigers/In The Red | —                             | 44                            |
| 2009 | Everything Goes Wrong - Segundo álbum - Lanzamiento: 8 de septiembre de 2009 - Sello: In The Red        | —                             | —                             |
| 2011 | Share the Joy - Tercer álbum - Lanzamiento: 11 de abril de 2011 - Sello: Polyvinyl Record Co.           | —                             | —                             |
| 2019 | Memory - Cuarto álbum - Lanzamiento: 20 de septiembre de 2019 - Sello: Polyvinyl Record Co.             | —                             | —                             |

### EP
| Fecha | Título                            | Formato | Detalles   |
| ----- | --------------------------------- | ------- | ---------- |
| 2008  | Live on the Radio (WFMU 9/1/2008) | CD      | 150 copias |
| 2009  | Live on the Radio (WFMU 9/1/2008) | LP      | 1000       |

### Sencillos
| Fecha | Sencillo                      | Lado B                              | Sello                         | Formato     | Otros detalles  |
| ----- | ----------------------------- | ----------------------------------- | ----------------------------- | ----------- | --------------- |
| 2008  | «Wild Eyes»                   | «My Baby Wants Me Dead»             | Plays With Dolls / Wild World | Sencillo 7" | 4000 copias     |
| 2008  | «Tell the World»              | «I Believe in Nothing» y «Damaged»  | Woodsist                      | Sencillo 7" | 3000 copias     |
| 2008  | «I Can't Stay»                | «Blind Spot»                        | In the Red                    | Sencillo 7" | 2,000 copias    |
| 2008  | «Surfin Away» y «Second Date» | «Girl Don't Tell Me» (Wilson)       | Wild World                    | Sencillo 7" | 1000 copias     |
| 2009  | «Moped Girls»                 | «Death»                             | For Us                        | Sencillo 7" | 1500 copias     |
| 2010  | «My Love Will Follow Me»      | «He's Gone (Cover de The Chantels)» | Wild World                    | Sencillo 7" | 2000 copias     |
| 2011  | «I Heard You Say»             | «I Won't Be Long»                   | Polyvinyl                     | Sencillo 7" | RSD 2000 copias |

### Apariciones en compilaciones
- Live at KEXP Vol.5 - «I Can't Stay» (2009)
- Methodist Leisure Inc. freebie funcore punk compilation Short Attention Span - «Snack Attack (Hardcore Mix)» (2009, Methodist)
- The World's Lousy with Ideas: Vol. 8 - «Lake House» (2009, Almost Ready Records)
- Rough Trade Shops: Indiepop 09 - «Moped Girls» (Cooperative Music, 2009)
- We Were So Turned On: A Tribute to David Bowie (disc 1) - «John, I'm Only Dancing» (Cover de David Bowie) (2010, Manimal Vinyl)